# Trebatice
Trebatice (Hongaars:Vágterbete) is een Slowaakse gemeente in de regio Trnava, en maakt deel uit van het district Piešťany.
Trebatice telt 1237 inwoners.